# Sheryl Crow
Vous lisez un « bon article » labellisé en 2007.
Pour les articles homonymes, voir Crow.
Sheryl Suzanne Crow, née le 11 février 1962 à Kennett (Missouri), est une chanteuse et guitariste américaine.
Elle joue aussi bien de la basse que du piano, de l'accordéon ou de l'orgue. Sa musique est un mélange de rock, de pop, de folk et de country. Artiste engagée, elle s'est imposée dans le paysage musical avec ses chansons emblématiques, All I Wanna Do (1994), If It Makes You Happy (1996), My Favorite Mistake (1998), Soak Up the Sun (2002) et douze albums studio. Elle a remporté neuf Grammy Awards et vendu plus de 50 millions d’albums. Elle a été intronisée au Rock and Roll Hall of Fame en 2023.
Également actrice, Sheryl Crow a participé à diverses séries télévisées, dont 30 Rock, Cop Rock, GCB, Cougar Town, ainsi que Les Frères Scott et NCIS : Nouvelle-Orléans. Elle a aussi joué au cinéma dans Studio 54, The Minus Man et De-Lovely.

## Biographie

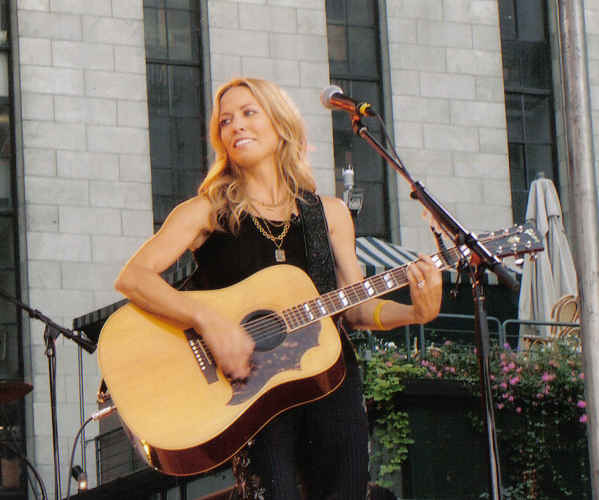
Sheryl Crow (2006)

Sheryl Suzanne Crow est née à Kennett dans le Missouri. Ses parents étaient membres d’un orchestre de swing. Son père, Wendell Crow, y jouait de la trompette avant de devenir avocat alors que sa mère enseignait le piano. Troisième enfant de la famille, elle a deux sœurs aînées, Kathy et Karen, et un frère cadet, Steve. Sheryl Crow suit son premier cours de piano dès l’âge de cinq ans et compose sa première chanson à treize ans.
Pendant ses études secondaires à Kennett, elle est pom-pom girl et majorette ainsi qu'athlète et participe à des compétitions de courses de haies. Elle suit ensuite des études pour devenir enseignante à l’université du Missouri où elle fait partie de la sororité Kappa Alpha Theta. Une fois diplômée, elle travaille durant deux ans comme professeur de musique pour des enfants autistes dans une école primaire dans la localité de Fenton près de Saint-Louis.

### Débuts

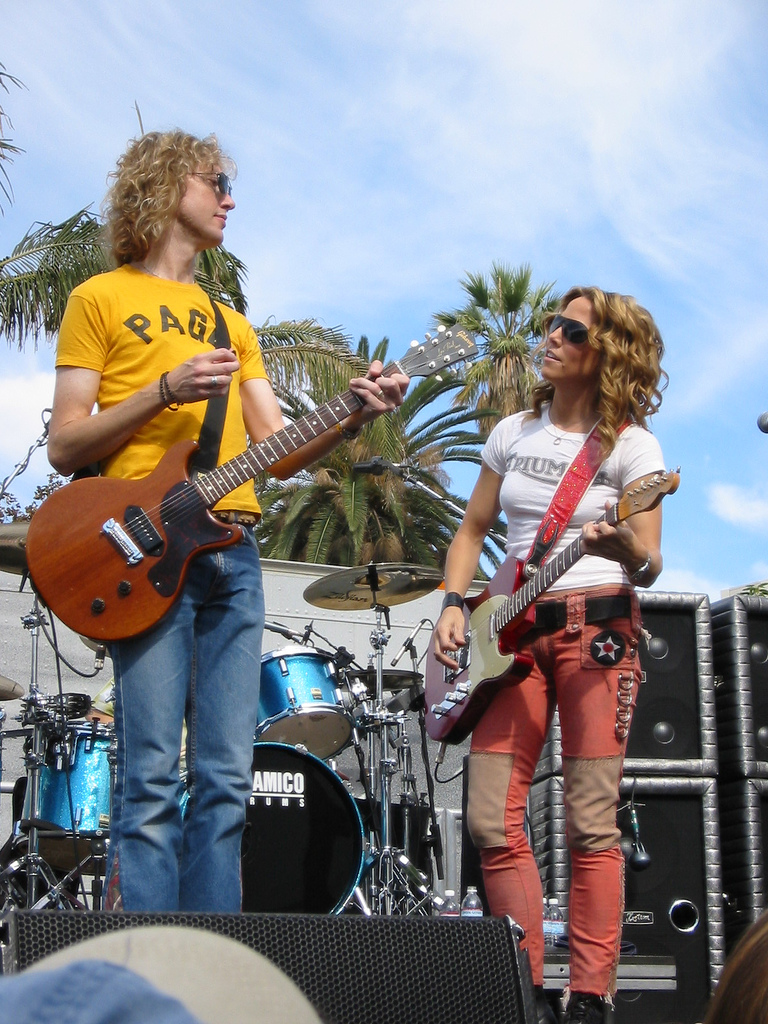
Sheryl Crow - The Grove (2002)

Sa carrière dans la chanson débute lentement. En 1986, elle part à Los Angeles pour essayer de se faire connaître. Elle occupe un emploi de serveuse tout en essayant de décrocher des contrats en passant des auditions. Elle travaille également à la réalisation de plusieurs jingles publicitaires. Après une audition, elle est engagée pour être chanteuse back up de Michael Jackson sur le Bad World Tour du chanteur durant deux ans. À la fin de la tournée en 1989, elle continua à faire du back up pour des chanteurs comme Sting, Stevie Wonder et Rod Stewart. En même temps, elle écrit des chansons qui sont interprétées par Céline Dion et Eric Clapton. Au tout début des années 1990, le producteur Hugh Padgham est impressionné en découvrant le talent de la chanteuse et il présente une de ses maquettes de démonstration à A&M Records. Sheryl Crow signe rapidement un contrat avec cette maison de disques sans pour autant y enregistrer un album immédiatement.

## 1993-1997

### Tuesday Night Music Club
Sa carrière solo débute un peu après sa rencontre avec le producteur Bill Bottrell. Tout en continuant à écrire des chansons et après avoir participé grâce à Bottrell à plusieurs concerts dans des clubs musicaux locaux les mardis soir (« Tuesday night » en anglais), elle sort son tout premier album en août 1993. Celui-ci porte le nom de Tuesday Night Music Club en souvenir des concerts. La même année, elle est mise en avant dans la section « New Face (Nouvelle tête) » du magazine musical Rolling Stone.
Ce premier album n'attire pas immédiatement l'attention du public, pas plus que le premier single Run Baby Run. Le second single tiré de l'album, Leaving Las Vegas (dont le titre fait référence au roman de John O’Brien adapté au cinéma avec le film homonyme interprété par Nicolas Cage et Elisabeth Shue) entre dans le Billboard Hot 100 en avril 1994 où il plafonne à la 60e place. C’est cependant suffisant pour entrainer l'ascension de l'album dans le Billboard 200. Le succès à grande échelle arrive avec le single suivant, All I Wanna Do, qui devient un tube planétaire (2e au hit parade américain, il est numéro 1 au Canada et en Australie, et dans le top 10 ou le top 5 de plusieurs pays,,). La reconnaissance artistique de la chanteuse est accomplie quand, lors de la 37e cérémonie des Grammy Awards en 1995, elle reçoit les prix de l'enregistrement de l'année pour All I Wanna Do, du meilleur nouvel artiste et celui de la meilleure chanteuse pop. L’album est certifié 7× disque de platine aux États-Unis.

### Sheryl Crow

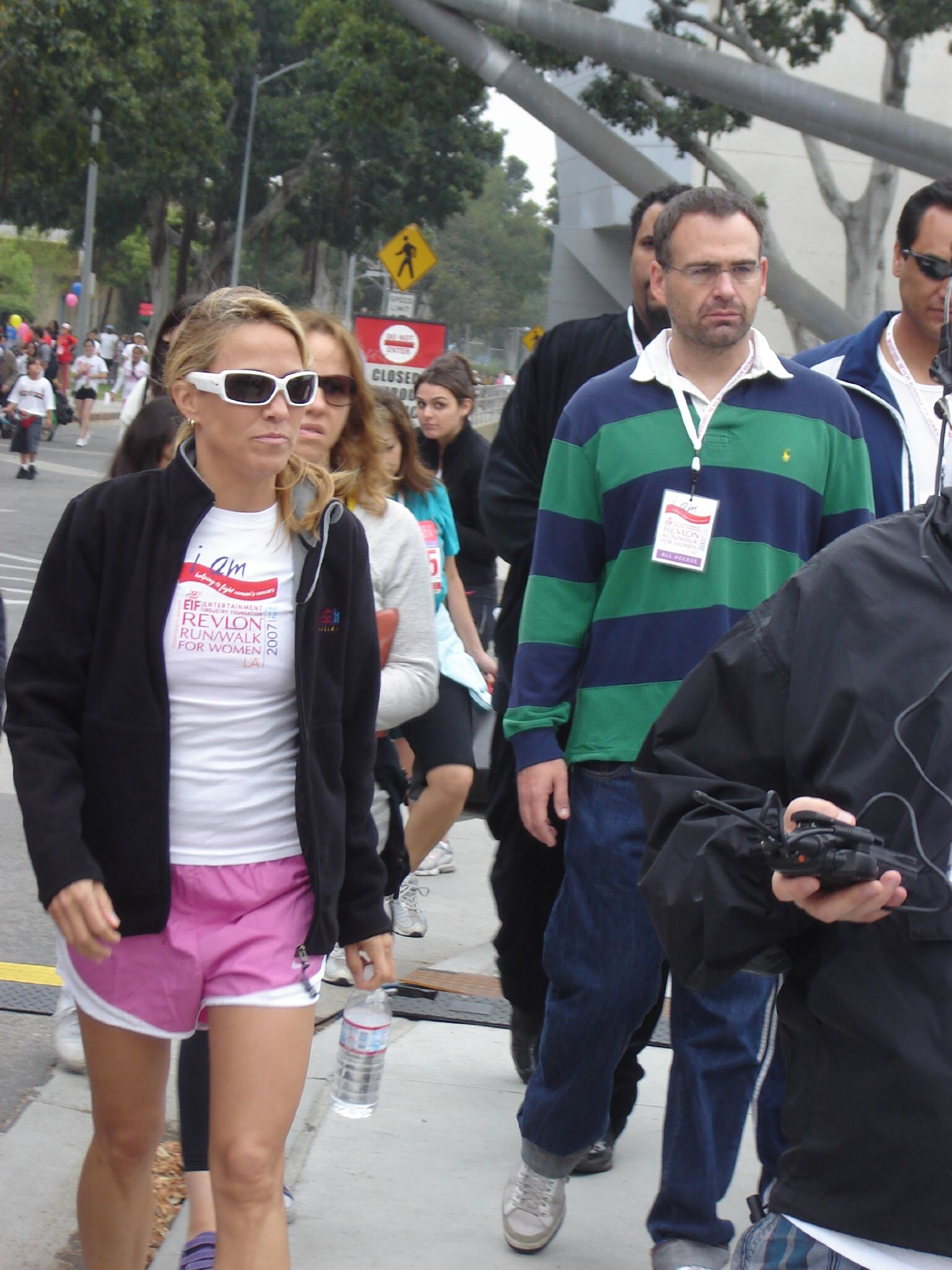
Sheryl Crow

Après plusieurs concerts, Sheryl et Bottrell recommencent à travailler sur un nouvel album dès 1995. Mais ils décident d’arrêter leur collaboration et Sheryl termine seule son second album intitulé Sheryl Crow. Celui-ci sort fin 1996 et le succès est immédiat grâce au tube If It Makes You Happy.
Plus sombre et politiquement engagé, il permet à Sheryl Crow d’aborder des sujets comme l’avortement, les sans-abris ou les armes nucléaires. L’album comprend entre autres les titres If It Makes You Happy, A Change Would Do You Good, Everyday Is a Winding Road, Home.
Une controverse apparaît à cause des paroles de sa chanson Love Is A Good Thing. Dans celle-ci, elle met en garde les enfants et leurs parents contre les armes à feu vendues dans la plus grande chaîne américaine d’hypermarché : Wal-Mart. L’album est rapidement retiré de tous les magasins du groupe. Une estimation indique que le retrait aurait diminué les ventes d’environ 500 000 albums. Mais A&M Records décide de ne pas modifier la phrase litigieuse. Sheryl Crow souhaitant ainsi militer contre la vente d’armes aux États-Unis. En 1997, la chanteuse est de nouveau récompensée pour son second album aux Grammy Awards. Elle reçoit le prix de la Meilleure performance vocale féminine de rock et celui du Meilleur album de rock.

## 1998-2004

### The Globe Sessions
C’est en 1998 que le troisième album The Globe Sessions sort. Le single My Favorite Mistake en propulse les ventes. The Globe Sessions est sélectionné en 1999 pour les Grammys du meilleur album et du meilleur album de rock. Sheryl Crow est quant à elle sélectionnée pour les Grammys de la meilleure productrice de l’année, de la meilleure performance vocale féminine de rock pour son titre There Goes the Neighborhood et de la meilleure performance vocale féminine pop pour son titre My Favorite Mistake. Elle ne remporte finalement que le prix du meilleur album rock de l’année. La chanteuse réalise également une tournée mondiale pour cet album.

### Sheryl Crow and Friends: Live in Central Park
En 1999 sort l’album Sheryl Crow and Friends: Live from Central Park. Dans cet album, Sheryl Crow joue en duo avec beaucoup d’autres musiciens dont Stevie Nicks, Chrissie Hynde, Sarah McLachlan, Keith Richards, les Dixie Chicks et Eric Clapton. Le concert s'est déroulé en plein air à Central Park dans la ville de New York.

### C’mon, C’mon

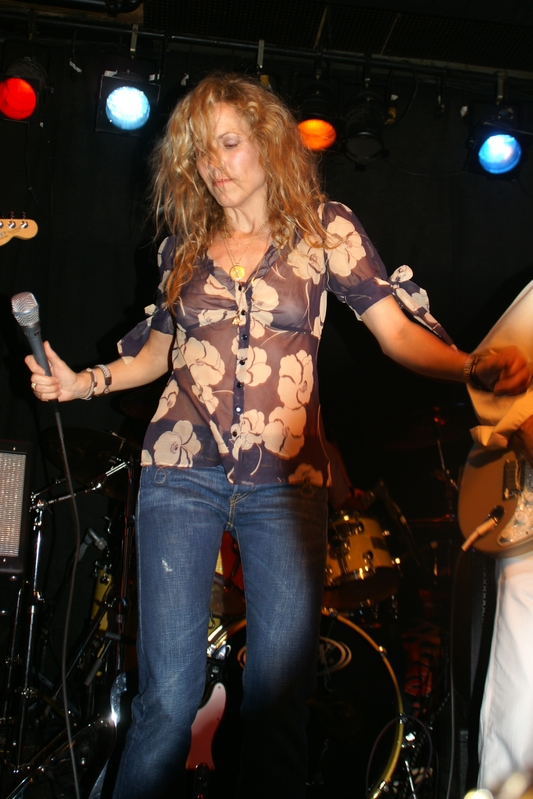
Sheryl Crow lors d’un concert à Memphis (2007)

Militante, Sheryl Crow s’implique dès la fin des années 1990 dans la promotion d’une fondation de recherche contre la sclérose en plaques. En 2002, elle arrête de travailler sur un album en préparation après le décès d’un de ses amis causé par cette maladie. Elle compose la chanson Be Still My Soul en hommage à cet ami et le single est mis en vente dans le but de collecter des fonds pour la fondation de recherche sur la sclérose en plaques.
Elle sort ensuite en 2002 son quatrième album intitulé C’mon C’mon. L’album engrange un Grammy Award la même année (meilleure performance vocale rock féminine pour la chanson Steve McQueen). L’album parle en partie de déboires sentimentaux et de pertes de repères causés par l’éloignement d'avec sa famille durant ses années passées sur les scènes du monde entier.

### The Very Best of Sheryl Crow
Sheryl Crow milite également contre l’invasion américaine de l’Irak en 2003. Elle porte par exemple lors d’une émission télévisée un T-shirt sur lequel est mentionné I don’t believe in your war, Mr. Bush (« Je ne crois pas en votre guerre, Monsieur Bush »). Elle explique son point de vue sur son site Internet.
Toujours en 2003, elle sort une compilation de ses meilleures chansons intitulée The Very Best of Sheryl Crow. Elle y ajoute néanmoins quelques reprises comme la ballade romantique The First Cut Is the Deepest qui avait été créée par le chanteur Cat Stevens. Cette reprise devient l’un de ses plus gros succès et Sheryl Crow reçoit pour ce titre deux American Music Awards.

## Années 2000 et 2010

### Wildflower
Son album Wildflower est sorti en septembre 2005. Bien qu’ayant débuté très haut dans les charts américains (2e), et avec une place de numéro 1 au Canada, il ne connaît pas un aussi grand succès que les précédents, mais il est néanmoins nommé aux Grammy Awards comme meilleur album vocal de musique pop. Sheryl reçoit la nomination de la meilleure performance vocale féminine pop pour son tube Good Is Good. L’album remonte dans les charts en 2006 à la sortie de Always on Your Side retravaillé avec la participation du chanteur anglais Sting. Pour ce titre, elle est à nouveau sélectionnée pour la meilleure collaboration vocale pop.

### DetoursetHome for Christmas

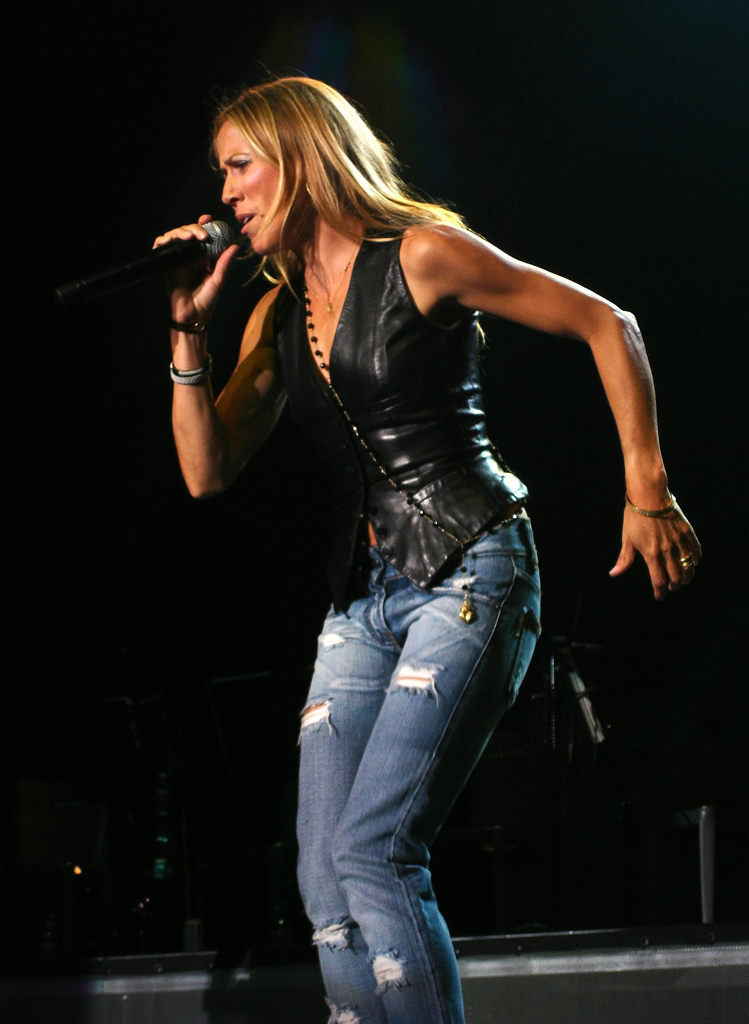
Sheryl Crow au concert de Bloomington dans l’Illinois

Sheryl Crow sort le 5 février 2008 son sixième album nommé Detours. Le premier titre Shine Over Babylon est disponible depuis fin 2007 sur iTunes et sur le site Internet de la chanteuse. Le premier single officiel est Love Is Free qui parle des victimes de l'ouragan Katrina à La Nouvelle-Orléans.
Sheryl Crow raconte dans le magazine Billboard de l’été 2007 que l’album se nourrit du style de Bob Dylan. Afin d'appuyer le nouvel album, Crow a lancé une tournée avec James Blunt, et la programmation comprenait le groupe de reggae Toots and the Maytals après avoir été sélectionné par Crow qui a dit qu'ils étaient l'un de ses groupes préférés.
Enregistré à Nashville, Detours comporte 14 titres et marque le retour du producteur Bill Bottrell. Wyatt, le bébé de Sheryl Crow adopté en 2007, inspire le titre d’une chanson (Lullaby to Wyatt) qui fait par ailleurs partie de la bande musicale du film Grace Is Gone. Selon Sheryl Crow, l’album s’inspire de ses trois dernières années où elle a été confrontée au cancer du sein et à sa séparation avec le coureur cycliste Lance Armstrong.
L'album atteint la deuxième place au Billboard 200 et obtient une nomination aux Grammy Awards dans la catégorie meilleur album vocal pop,.
Sheryl Crow sacrifie à la tradition de l'album de Noël en publiant à la fin de l'année 2008, Home for Christmas, qui est alors exclusivement commercialisé dans les magasins Hallmark.

### 100 Miles from Memphis
Sheryl Crow coproduit avec Doyle Bramhall II et Justin Stanley l'album 100 Miles from Memphis qui fait la part belle au rhythm and blues et à la Memphis soul, avec une incursion dans le reggae sur un titre, Eye to Eye, sur lequel le guitariste des Rolling Stones, Keith Richards est venu plaquer quelques accords. Sorti le 20 juillet 2010, il contient notamment les reprises de Sign Your Name de Terence Trent D'Arby (désormais connu sous le nom de Sananda Maitreya) et de I Want You Back des Jackson 5 dédiée à Michael Jackson.
Classé 3e au Billboard 200 et 2e au hit parade Canadien,, l'album est défendu sur scène lors d'une tournée. Le concert donné au Pantages Theatre à Hollywood le 16 novembre 2010 est filmé pour une sortie en DVD en 2011.
Le 20 septembre 2011, le crooner Tony Bennett sort Duets II, un album de duos comprenant le titre The Girl I Love interprété avec Sheryl Crow.

### Feels Like Home
L'album Feels Like Home, sorti le 10 septembre 2013 sur le label Warner Bros. Records, est entièrement consacré à la musique country. Produit par Sheryl Crow et Justin Niebank, l'album arrive 7e au Billboard 200, 3e du classement Top Country Albums, mais fait mieux au Royaume-Uni avec la 1re place dans le classement des albums country,,.

### Be Myself
L'album suivant, Be Myself, est publié le 21 avril 2017. Orienté rock, il est décrit comme un retour aux sources,. Jeff Trott, musicien et compositeur présent notamment sur les deuxième et troisième albums de la chanteuse, coproduit celui-ci avec elle.
S'il est bien accueilli par les critiques, il ne dépasse pas la 22e place dans le hit parade américain, devenant le premier album de Sheryl Crow à ne pas atteindre le Top 10 du Billboard 200.

### Threads
Sheryl Crow invite une multitude d'artistes de marque, parmi lesquels Bonnie Raitt, Eric Clapton, Neil Young, James Taylor, à jouer sur son album suivant, Threads, qui est commercialisé le 30 août 2019 sur le label indépendant Big Machine Records. Sheryl Crow laisse entendre qu'il pourrait s'agir du dernier album studio de sa carrière, envisageant de sortir ses prochaines chansons sur des formats plus courts.
Dans les charts américains et canadiens, l'album se classe 30e et 31e, mais décroche le top 10 en Europe dans les hit parades britannique et suisse,,,.

## Années 2020

### Live from the Ryman and MoreetSheryl
En 2021, Sheryl Crow sort un double album enregistré en public deux ans plus tôt lors de la tournée ayant suivi l'album Threads. Intitulé Live from the Ryman and More, on y retrouve plusieurs des invités présents sur le dernier album studio : Stevie Nicks, Lucius (en), Jason Isbell (en), Emmylou Harris, Brandi Carlile.
Le 6 mai 2022, la chaîne de télévision Showtime diffuse un documentaire consacré à la chanteuse. Réalisé par Amy Scott et titré Sheryl, il comprend des entretiens avec Sheryl Crow, ainsi qu'avec Keith Richards, Joe Walsh, Emmylou Harris,.  
La bande originale du documentaire, Sheryl: Music from the Feature Documentary, sort simultanément sous la forme d'une compilation comprenant 35 chansons. Trois sont inédites, dont une reprise de Live with Me des Rolling Stones en duo avec Mick Jagger,.
Une des chansons inédites, Forever, obtient une nomination aux Grammy Awards, la 32e de la carrière de Sheryl Crow et la première depuis 2008 avec l'album Detours.

### Evolution
Le 3 novembre 2023, Sheryl Crow est intronisée au Rock and Roll Hall Of Fame.
Le même jour, elle dévoile un nouveau single, Alarm Clock, qui est le premier extrait d'un album à venir. L'annonce ravit les fans qui n'attendaient plus de nouvel album depuis les déclarations de leur idole en 2019.
Intitulé Evolution, l'opus est disponible le 29 mars 2024. L'édition Deluxe offre un titre supplémentaire avec une reprise de Digging in the Dirt de Peter Gabriel à laquelle ce dernier participe.

## Engagement
Sheryl Crow, qui pratique la Méditation transcendantale depuis longtemps, s'engage avec David Lynch et Donovan dans la Fondation David-Lynch pour récolter des fonds afin de permettre l'enseignement de cette technique à des enfants défavorisés, dans les écoles des quartiers difficiles. Elle participe ainsi avec Paul McCartney, Ringo Starr, Mike Love (Beach Boys), Moby, Eddie Vedder (Pearl Jam), au concert de bienfaisance donné le 4 avril 2009 au Radio City Hall de New York, où elle interprète avec Ben Harper la chanson My Sweet Lord de George Harrison,.

## Style et influences
La culture musicale de Sheryl Crow a été influencée dès sa plus tendre enfance par un environnement familial empreint de musique. Son père participa ainsi à la chanson We do what we can de son premier album en jouant de la trompette. Ses influences musicales sont éclectiques, de Fleetwood Mac aux Rolling Stones en passant par Bessie Smith, Bob Dylan, Elton John ou Eric Clapton,.
Outre sa voix, Sheryl Crow est surtout connue pour son talent à la guitare (basse, classique, électrique). Elle utilise également d’autres instruments pour la réalisation de ses albums : orgue Hammond, harmonium, piano, clavinet, wurlitzer, mellotron, accordéon, harmonica et tambourin,,.

## Ventes d'albums
Depuis 1993, Sheryl Crow a vendu plus de 50 millions d'albums dans le monde,.

## Discographie

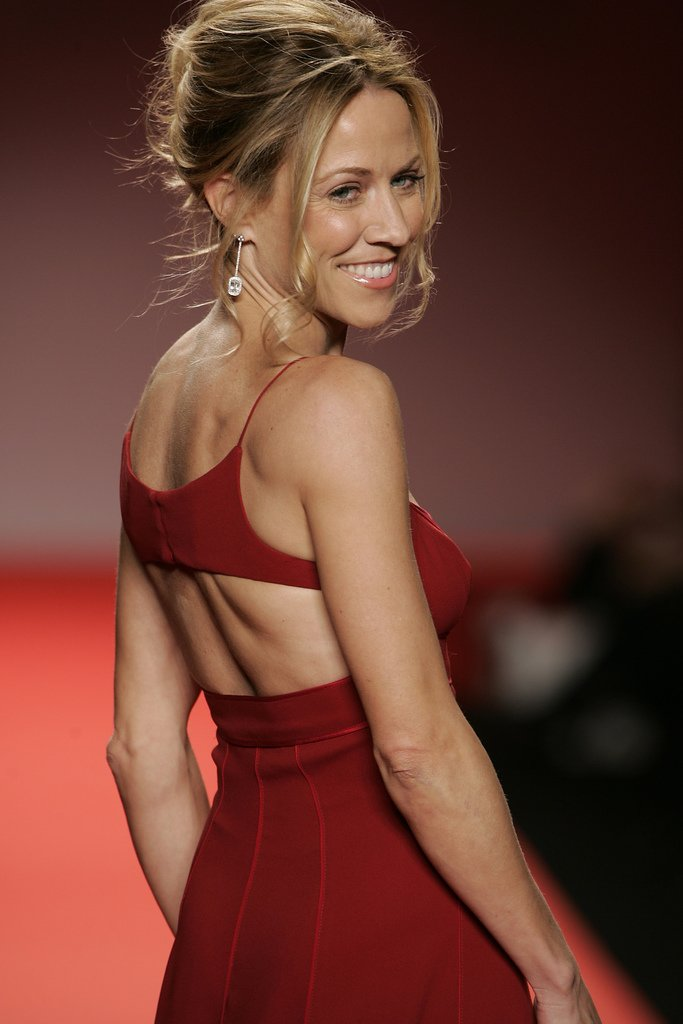
Sheryl Crow, mannequin à l'occasion d'une œuvre caritative.

### Albums studio
- 1993 : Tuesday Night Music Club
- 1996 : Sheryl Crow
- 1998 : The Globe Sessions
- 2002 : C'mon C'mon
- 2005 : Wildflower
- 2008 : Detours
- 2008 : Home for Christmas (Album de Noël)
- 2010 : 100 Miles from Memphis
- 2013 : Feels Like Home
- 2017 : Be Myself
- 2019 : Threads (Album de duos : avec Sting, Kris Kristofferson, Eric Clapton entre autres)
- 2024 : Evolution

### Collaborations

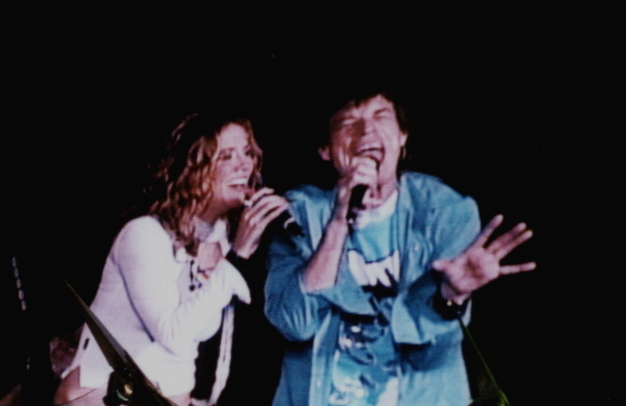
Sheryl Crow et Mick Jagger (The Rolling Stones) sur le Licks Tour (2003)

Sheryl Crow a interprété un grand nombre de titres avec d’autres chanteurs comme Eric Clapton, Pavarotti, Willie Nelson, Tony Bennett et les The Rolling Stones. Voir la liste détaillée des collaborations.  

### Cinéma
Le lien principal entre Sheryl Crow et le cinéma se retrouve dans les musiques qu’elle a composées pour différents films. En 1997, elle contribue à la bande-son du film James Bond intitulé Demain ne meurt jamais avec la chanson thème, Tomorrow Never Dies. Elle participe également aux bandes originales d’autres films comme The Faculty (avec Josh Hartnett), Ainsi va la vie (avec Sandra Bullock), Les Ensorceleuses (Sandra Bullock et Nicole Kidman), Une bouteille à la mer (Kevin Costner), Big Daddy avec une reprise du titre Sweet Child O' Mine de Guns N' Roses. En 2006, elle contribue à la bande-son du film Cars de Pixar avec son titre Real Gone.
Sheryl Crow a été nommée aux Golden Globe Awards, Satellite Awards et Grammy Awards en 1998 pour sa chanson Tomorrow Never Dies. Son titre Try Not to Remember pour la bande originale du film Les Soldats du désert (Home of the Brave) reçoit une nomination aux Golden Globe Awards en 2007.
Les chansons de Sheryl Crow ont été utilisées dans nombre d'autres films et de séries télévisées.  

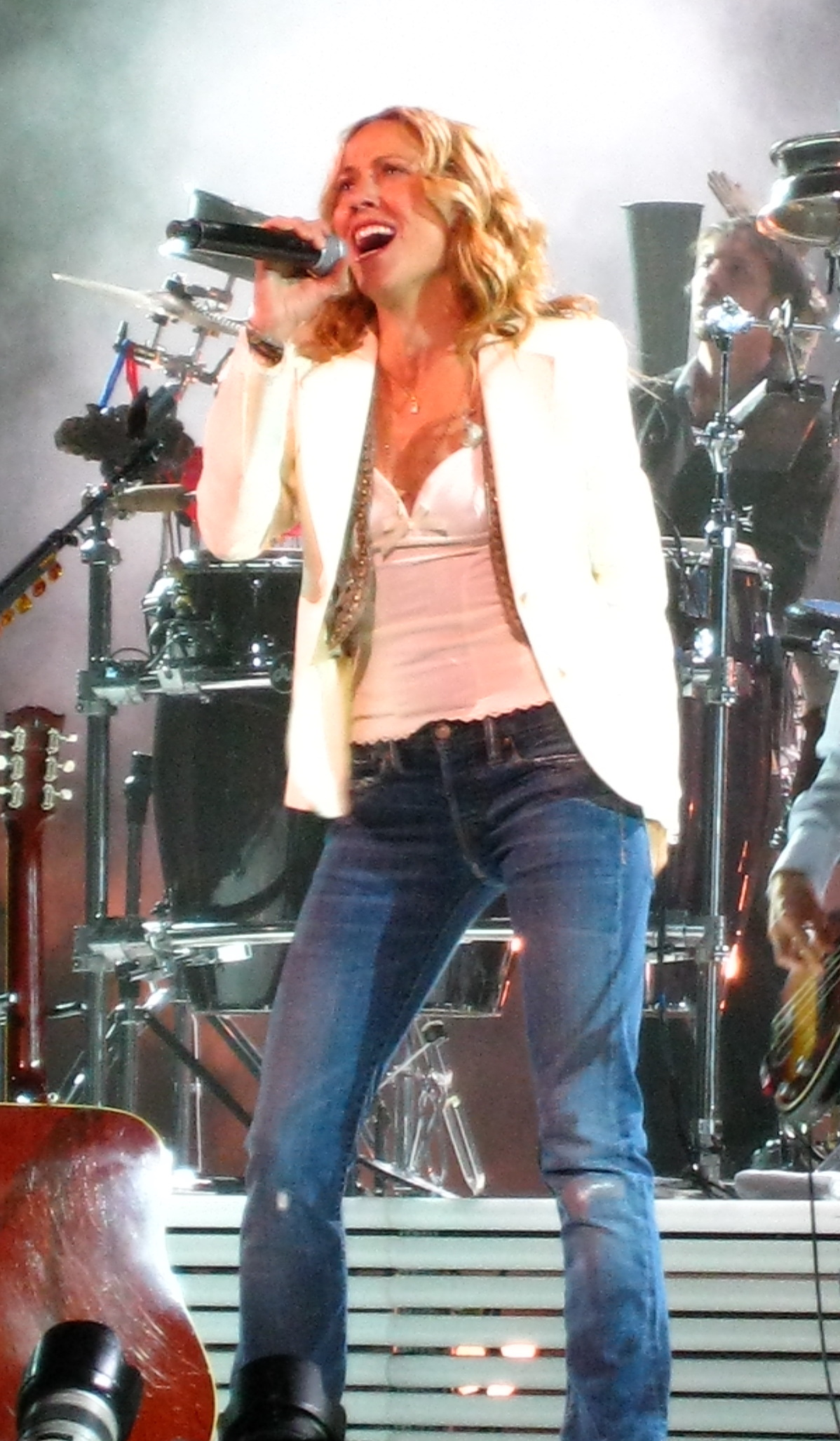
Sheryl Crow lors d'un concert à Montréal en 2008.

## Filmographie
Sheryl Crow a essentiellement joué dans des séries télévisées. Elle apparait dans de petits rôles au cinéma.

### Télévision
- 1990 : Cop Rock : Policière sous couverture
- 1996 : Fairway to Heaven : Reporter télé
- 2004 : One Tree Hill : Elle-même
- 2005 : Saturday Night Live : Invitée musicale
- 2009 : 30 Rock : Elle-même
- 2010 : Hannah Montana : Elle-même
- 2010 : Cougar Town : Sara
- 2012 : GCB : Elle-même
- 2013 : The Voice : Guide pour l'équipe
- 2014 : Celebrity Name Game : Elle-même
- 2016 : Match Game : Elle-même
- 2017 : NCIS: New Orleans : Elle-même

### Cinéma
- 1998 : Studio 54 : Patronne
- 1999 : The Minus Man : Casper
- 2004 : De-Lovely : Musicienne, joue Begin the Beguine

### Récompenses
| Récompense               | Prix                                                              | Année |
| ------------------------ | ----------------------------------------------------------------- | ----- |
| American Music Awards    | Meilleure Artiste Féminine Pop/Rock                               | 2003  |
| American Music Awards    | Meilleure Artiste Féminine Pop/Rock                               | 2004  |
| American Music Awards    | Meilleure Artiste Adulte Contemporaine                            | 2004  |
| Brit Awards              | Meilleure chanteuse étrangère                                     | 1997  |
| Grammy Award             | Meilleur nouvel artiste                                           | 1994  |
| Grammy Award             | Meilleure Performance Vocale Féminine Pop (All I Wanna Do)        | 1994  |
| Grammy Award             | Titre de l’année (All I Wanna Do)                                 | 1994  |
| Grammy Award             | Meilleur Album Rock (Sheryl crow)                                 | 1996  |
| Grammy Award             | Meilleure Performance Vocale Féminine Pop (If It Makes You Happy) | 1996  |
| Grammy Award             | Meilleur Album Rock (The Globe Sessions)                          | 1998  |
| Grammy Award             | Best Female Rock Vocal Performance (Sweet Child O’ Mine)          | 1999  |
| Grammy Award             | Best Female Rock Vocal Performance (There Goes the Neighborhood)  | 2000  |
| Grammy Award             | Best Female Rock Performance (Steve McQueen)                      | 2002  |
| Orwille H. Gibson Awards | Meilleur Guitariste Rock                                          | 1998  |
| Orwille H. Gibson Awards | Meilleure Guitariste Féminine Rock                                | 2000  |
| TEC Awards               | Meilleur Album (C’mon, C’mon)                                     | 2003  |
| TEC Awards               | Meilleure reprise (The First Cut is the Deepest)                  | 2005  |

## Vidéographie
- Live in London (1996)
- Rockin’ The Globe (1999)
- C’mon America 2003 (2003)
- The Very Best Of Sheryl Crow - The Videos (2003)
- Wildflower Tour: Live From New York (2006)
- Miles From Memphis: Live At The Pantages Theatre (2011)

## Divers
- D’octobre 2003 à février 2006, Sheryl Crow a été fiancée avec le cycliste Lance Armstrong[52].
- En 2006, la chanteuse a développé un cancer du sein détecté à un stade précoce, qui a disparu après un traitement[1].
- Elle a adopté un petit garçon du nom de Wyatt âgé de deux semaines à la mi-mai 2007[53].
- Début juin 2010, elle annonce l'adoption d'un deuxième petit garçon, Levi James, né le 30 avril 2010[53],[54].
- Le guitariste Doyle Bramhall II partage sa vie jusqu'en 2012 (il la quitte pour Renée Zellweger).
- En 2017, son nom apparaît parmi d'autres personnalités de la chanson, dans les révélations des Paradise Papers[55].